# Міністерство військово-морських сил США
Міністе́рство військо́во-морськи́х сил США (англ. United States Department of the Navy) — одне з трьох військових міністерств в системі міністерства оборони США. Очолює міністерство секретар військово-морських сил США, цивільна особа, яка несе відповідальність за організаційні та адміністративні питання (не несе відповідальність за застосування ВМС у військових операціях) у військово-морських сил США.

## Історія
Міністерство було засноване 30 квітня 1798 для вирішення організаційних та технічних питань військово-морських сил та Корпусу морської піхоти Сполучених Штатів Америки (також в особливих випадках, згідно з рішенням Конгресу або Президента США — Береговою охороною США) під проводом цивільної особи — секретаря військово-морських сил США (на військово-морському жаргоні — СЕКНАВ (англ. SECNAV).
Міністерство військово-морських сил існувало поруч з міністерством війни до 1947, доки не було засноване міністерство оборони США, до складу якого і увійшло це міністерство на рівних правах з міністерством армії та міністерством повітряних сил США.

## Загальна структура

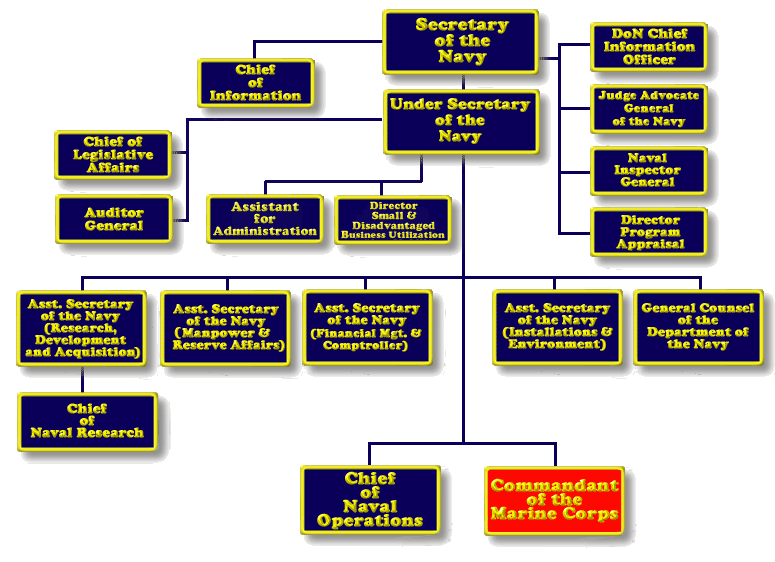
Організаційна структура міністерства військово-морських сил США